# Beautiful World (série télévisée)
Pour les articles homonymes, voir Beautiful World.
Beautiful World (hangeul : 아름다운 세상 ; RR : Areumdaun Sesang) est une série télévisée sud-coréenne mettant en vedette Park Hee-soon (en), Choo Ja-hyun (en), Oh Man-seok (en), Cho Yeo-jeong, Nam Da-reum (en) et Kim Hwan-hee (en). Il a été diffusé sur les ondes de JTBC du 5 avril au 25 mai 2019.

## Synopsis
La série suit de près l'histoire d'un garçon qui devient gravement blessé à la suite d'un accident de violence à l'école et sa famille qui cherche la vérité et lutte pour la justice en son nom.

## Distribution

### Acteurs principaux
- Park Hee-soon (en) : Park Moo-jin[5]
- Choo Ja-hyun (en) : Kang In-ha[5]
- Oh Man-seok (en) : Oh Jin-pyo[5]
- Cho Yeo-jeong : Seo Eun-joo[5]
- Nam Da-reum (en) : Park Sun-ho[6]
- Kim Hwan-hee (en) : Park Su-ho[6]

### Acteurs secondaires
- Hwang Tae-kwang : Lee Sang-woo[7]
- Seo Young-joo : Han Dong-soo[8]
- Seo Dong-hyun : Oh Joon-seok[9]
- Lee Ji-hyun : Lim Sook-hee[10]

## Accueil

### Audiences
- À ce tableau, les nombres en bleu représentent des audiences les plus faibles et les nombres en rouge, les plus fortes.
- NC indique que la note n'est pas connue.

| Épisodes | Dates de diffusion originale | Audience    | Audience    |
| Épisodes | Dates de diffusion originale | AGB Nielsen | AGB Nielsen |
| Épisodes | Dates de diffusion originale | National    | Seoul       |
| -------- | ---------------------------- | ----------- | ----------- |
| 1        | 5 avril 2019                 | 2,178%      | NC          |
| 2        | 6 avril 2019                 | 2,926%      | 3,099%      |
| 3        | 12 avril 2019                | 3,053%      | 3,515%      |
| 4        | 13 avril 2019                | 3,306%      | 4,006%      |
| 5        | 19 avril 2019                | 3,346%      | 3,637%      |
| 6        | 20 avril 2019                | 3,267%      | 3,621%      |
| 7        | 26 avril 2019                | 3,334%      | 3,665%      |
| 8        | 27 avril 2019                | 4,001%      | 4,553%      |
| 9        | 3 mai 2019                   | 3,727%      | 3,921%      |
| 10       | 4 mai 2019                   | 3,451%      | 3,804%      |
| 11       | 10 mai 2019                  | 4,222%      | 4,451%      |
| 12       | 11 mai 2019                  | 4,643%      | 4,885%      |
| 13       | 17 mai 2019                  | 4,087%      | 4,505%      |
| 14       | 18 mai 2019                  | 4,331%      | 5,284%      |
| 15       | 24 mai 2019                  | 4,910%      | 4,871%      |
| 16       | 25 mai 2019                  | 5,785%      | 7,076%      |
| Moyenne  | Moyenne                      | 3,785%      |             |